# Chambre des représentants des Samoa américaines
La Chambre des représentants des Samoa américaines (en anglais : American Samoa House of Representatives) est la chambre basse du Fono, le parlement bicaméral des Samoa américaines, un territoire non incorporé et non organisé des États-Unis.

## Composition
La Chambre des représentants des Samoa américaines est dotée de 21 sièges pourvus pour deux ans, dont vingt au scrutin majoritaire dans 14 circonscriptions uninominales et 3 circonscriptions binominales. Enfin, un délégué sans droit de vote est élu lors d'un vote public sur l'île Swains,.
Le scrutin uninominal majoritaire à un tour est utilisé dans les circonscriptions d'un seul siège, et le scrutin majoritaire binominal dans celles de deux sièges. Dans chaque circonscription, les électeurs disposent d'autant de voix que de sièges à pourvoir, qu'ils répartissent aux candidats de leur choix à raison d'une voix par candidat. Après décompte des suffrages, le candidat ou les deux candidats ayant reçu le plus de voix sont élus, en fonction du nombre de sièges dans la circonscription.

## Compléments